# David Chemweno
David Biwott Chemweno (né le 18 décembre 1981) est un athlète kényan, spécialiste du 3 000 m steeple. 

## Biographie
Il remporte la médaille d'or du 3 000 m steeple lors des championnats d'Afrique 2004, à Brazzaville en République du Congo, dans le temps de 8 min 17 s 31.

### Palmarès
| Date | Compétition                   | Lieu              | Résultat | Épreuve         | Performance   |
| ---- | ----------------------------- | ----------------- | -------- | --------------- | ------------- |
| 2000 | Championnats du monde juniors | Santiago du Chili | 2e       | 3 000 m steeple | 8 min 31 s 95 |
| 2004 | Championnats d'Afrique        | Brazzaville       | 1er      | 3 000 m steeple | 8 min 17 s 31 |

### Records
| Épreuve         | Performance  | Lieu           | Date            |
| --------------- | ------------ | -------------- | --------------- |
| 3 000 m steeple | 8 min 9 s 09 | Heusden-Zolder | 23 juillet 2005 |